# Монтан (Кастельйон)
Монтан, Монтант (ісп. Montán (офіційна назва), валенс. Montant) — муніципалітет в Іспанії, у складі автономної спільноти Валенсія, у провінції Кастельйон. Населення — 443 особи (2010).

## Географія
Муніципалітет розташований на відстані близько 270 км на схід від Мадрида, 44 км на захід від міста Кастельйон-де-ла-Плана.

## Демографія
Динаміка населення (INE ):

## Галерея зображень

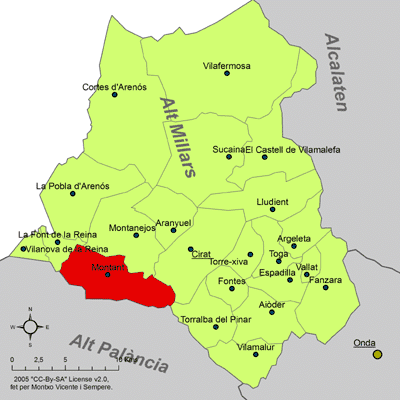
Розташування муніципалітету Монтан у комарці Альто-Міхарес